# Тортуга (остров, Галапагос)
Торту́га (исп. Isla Tortuga, Brattle) — небольшой необитаемый остров в составе архипелага Галапагос. Остров расположен в 6,7 км к югу от южного побережья острова Исабела.

## Обитатели, флора и фауна.
Тортуга необитаема, на ней встречаются птицы семейства фрегатовых, галапагосские чайки и морские игуаны.
Растительность на острове крайне скудна.

## Географические сведения
Остров представляет собой полуразрушенную, затопленную океаном, вулканическую кальдеру. Пригодных для высадки пляжей нет.